# Les rebelles viennent de l'enfer
Pour les articles homonymes, voir Bad Company.
Pour plus de détails, voir Fiche technique et Distribution.
Les rebelles viennent de l'enfer (Bad Company) est un film américain coécrit et réalisé par Robert Benton, sorti en 1972.
Il s'agit du premier long métrage réalisé par Robert Benton.

## Synopsis
Drew Dixon, ne voulant pas être incorporé dans l'armée de l'union, décide de fuir vers l'Ouest.

## Fiche technique
- Titre original : Bad Company
- Titre français : Les rebelles viennent de l'enfer
- Réalisation : Robert Benton
- Scénario : Robert Benton et David Newman
- Costumes : Anthea Sylbert
- Photographie : Gordon Willis
- Montage : Ron Kalish et Ralph Rosenblum
- Musique : Harvey Schmidt
- Pays d'origine :  États-Unis
- Langue originale : anglais
- Genre : western
- Date de sortie[2] :
  - États-Unis : 8 octobre 1972
  - France : 6 mars 1974 (sortie uniquement en VOSTFr[3]) ; 5 octobre 2017 sur Paramount Channel[4],[5] (doublage 2017)

## Distribution
- Jeff Bridges (VF : Alexis Tomassian) : Jake Rumsey
- Barry Brown : Drew Dixon
- Jim Davis (VF : Sylvain Lemarié) : Marshal
- David Huddleston (VF : Richard Leblond) : Big Joe
- John Savage (VF : Gauthier Battoue) : Loney
- Jerry Houser (VF : Hervé Grull) : Arthur Simms
- Damon Douglas (VF : Alexandre Gillet) : Jim Bob Logan
- Joshua Hill Lewis : Boog Bookin
- Geoffrey Lewis (VF : Jean-Claude Montalban) : Hobbs
- Raymond Guth (VF : Mario Pecqueur) : Jackson
- Ed Lauter (VF : Patrick Béthune) : Orin
- John Quade (VF : Bernard Tiphaine) : Nolan
- Jean Allison (en) (VF : Élisabeth Fargeot) : Mme Dixon
- Ned Wertimer (en) (VF : Patrice Dozier) : M. Dixon
- Charles Tyner (VF : Serge Bourrier) : le fermier aux œufs
- Ted Gehring (VF : Mario Pecqueur) : Zeb
- Claudia Bryar : Mme Clum
- John Boyd (VF : Pierre Tessier) : le prisonnier
- Monika Henreid (VF : Maïté Monceau) : Min
- Todd Martin (VF : Patrick Béthune) : le sergent

Version française (2017) :
- Direction artistique : Bernard Tiphaine[7]

 Source et légende : version française (VF) sur RS Doublage,